# Gaura rotundă
Gaura rotundă (Foramen rotundum) orificiu situat la baza craniului ce străbăte baza aripilor  mari ale sfenoidului.  Gaura rotundă asigură comunicarea cavității craniene cu fosa pterigopalatină; prin ea trece nervul maxilar (nervus maxillaris)